# Miele (film)
Pour plus de détails, voir Fiche technique et Distribution.
Miele est un film franco-italien réalisé par Valeria Golino et sorti en 2013. Il s'agit du premier film, en tant que réalisatrice, de l'actrice italienne. Librement inspiré du roman Vi perdono de Mauro Covacich (publié en 2009 sous le pseudonyme d'Angela Del Fabbro), le film est sélectionné dans la section « Un certain regard » lors du Festival de Cannes 2013.

## Synopsis
Irene est une jeune Italienne qui vit seule dans une maison en bord de mer dans la région de Rome. Sous le pseudonyme « Miele », elle aide secrètement des malades à mourir en leur fournissant un barbiturique, normalement réservé à l'usage vétérinaire, qu'elle se procure au Mexique. Un jour, elle fournit une dose du produit à Monsieur Grimaldi, mais peu après il lui révèle au téléphone qu'il est en parfaite santé. Elle tente alors de le dissuader de se suicider.

## Fiche technique
- Titre original : Miele
- Réalisation : Valeria Golino
- Scénario : Valeria Golino, Francesca Marciano, Valia Santella d'après le roman de Mauro Covacich (publié sous le pseudonyme d'Angela Del Fabbro[1],[2])
- Musique : Christian Rainer (it)
- Photographie : Gergely Pohárnok
- Montage : Giogiò Franchini
- Son : Emanuele Cecere
- Décors : Paolo Bonfini
- Costumes : Maria Rita Barbera
- Production : Valeria Golino, Viola Prestieri, et Riccardo Scamarcio
- Sociétés de production : Buena Onda, Rai Cinema, Les Films des Tournelles, Cité Films
- Société de distribution : Bim
- Pays d'origine :  Italie et  France
- Langue originale : italien
- Format : couleur - numérique - Son Dolby SRD - 1,85:1
- Durée : 96 minutes
- Dates de sortie :
  - Italie : 1er mai 2013
  - France : 17 mai 2013 (Festival de Cannes 2013) ; 25 septembre 2013 (sortie nationale)

## Distribution
- Jasmine Trinca : Irene (Miele)
- Carlo Cecchi : Monsieur Grimaldi (« l'ingegnere »)
- Libero De Rienzo : Rocco (le « collègue » de Miele)
- Vinicio Marchioni : Stefano (l'amant d'Irene)
- Iaia Forte : Clelia
- Roberto De Francesco
- Barbara Ronchi
- Massimiliano Iacolucci : le père d'Irene
- Claudio Guain
- Elena Callegari
- Ditta Teresa Acerbis
- Valeria Bilello
- Gianluca Di Gennaro

## Présentations festivalières et sorties nationales
Le 18 avril 2013, le film est retenu en compétition dans la section « Un certain regard » du Festival de Cannes. Il est présenté le 17 mai 2013.

## Accueil critique
Lors de sa sortie en Italie, le film est positivement accueilli par The Hollywood Reporter qui souligne l'« impressionnante maturité » de la réalisatrice dont c'est pourtant le premier film.
C'est une des rares œuvres cinématographiques à récolter la note de 100 % sur Rotten Tomatoes pour 15 critiques.

## Distinctions

### Nominations et sélections
- Festival de Cannes 2013 dans la sélection « Un certain regard »
- Festival international du film de Thessalonique 2013
- Prix du cinéma européen 2013 dans la catégorie « Découverte de l'année »
- Festival international du film de Palm Springs 2014 : sélection « World Cinema Now »